# Ditadura Democrática Popular
A ditadura democrática popular (chinês tradicional: 人民民主專政, chinês simplificado: 人民民主专政, pinyin: Rénmín Mínzhǔ Zhuānzhèng) é uma frase incorporada à Constituição da República Popular da China por Mao Zedong, o então líder do Partido Comunista da China (PCC).
A premissa da "ditadura democrática popular" é que o PCC e o Estado representam e agem em nome do povo, mas na preservação da ditadura do proletariado, possuem e podem usar poderes contra as forças reaccionárias. Implícita no conceito de ditadura democrática popular está a noção de que o controle do partido é necessário para evitar que o governo caia na ditadura da burguesia, que significaria políticos a atuar nos interesses da burguesia.
Segundo o Gabinete de Informação do Conselho de Estado, "Uma das principais características da democracia socialista da China é a combinação de eleições democráticas e consulta democrática. Na China, o sistema de congressos populares e o sistema de cooperação multipartidária sob a liderança do PCC complementam-se mutuamente. Que o povo exerça os seus direitos democráticos através de eleições e votações e que a consulta seja conduzida entre pessoas de todos os estratos sociais para alcançar o consenso tanto quanto possível antes de serem tomadas quaisquer decisões significativas, são duas formas importantes de realizar a democracia socialista. A combinação de eleição democrática e consulta democrática ampliou a largura e profundidade da democracia socialista.
"A plena consulta política tem em conta as opiniões da maioria e mostra respeito pelas exigências razoáveis da minoria, garantindo assim uma democracia do mais amplo alcance e promovendo o desenvolvimento harmonioso da sociedade."

## História
Lenin clarifica a democracia popular e a ditadura do proletariado, em O Estado e a Revolução:
“A ditadura do proletariado, isto é, a organização de vanguarda dos oprimidos em classe dominante para o esmagamento dos opressores, não pode limitar-se, pura e simplesmente, a um alargamento da democracia. Ao mesmo tempo que produz uma considerável ampliação da democracia, que se torna pela  primeira vez a democracia dos pobres, a do povo e não mais apenas a da gente rica, a ditadura do proletariado traz uma série de restrições à liberdade dos opressores, dos exploradores, dos capitalistas. Devemos reprimir-lhes a atividade para libertar a humanidade da escravidão assalariada, devemos quebrar a sua resistência pela força; ora, é claro que onde há esmagamento, onde há violência, não há liberdade, não há democracia." 
que cita Engels 
"O proletariado usa o Estado, não no interesse da liberdade, mas sim para  triunfar sobre o adversário e, desde que se possa falar de liberdade, o Estado como tal deixará de existir."
e conclui com 
"A democracia para a imensa maioria do povo e a repressão pela força da atividade dos exploradores, dos opressores do povo, por outras palavras, a sua exclusão da democracia - eis a transformação que sofre a democracia no período de transição do capitalismo ao comunismo."
O uso mais conhecido do termo ocorreu em junho 30 de janeiro de 1949, em comemoração ao 28º aniversário da fundação do Partido Comunista da China. No seu discurso, Sobre a Ditadura Democrática Popular, Mao expôs suas ideas sobre uma Ditadura Democrática Popular, bem como forneceu algumas refutações às críticas que ele previu que enfrentaria.

## Conteúdos
O artigo 1º da Constituição da República Popular da China estipula que a República Popular da China é "um Estado socialista sob a ditadura democrática popular liderado pela classe trabalhadora e baseado na aliança de trabalhadores e camponeses" e que "a ditadura democrática popular é liderada pela classe trabalhadora e baseada na aliança de trabalhadores e camponeses". É o sistema estatal da República Popular da China.
Segundo a classificação de Mao Zedong de "três tipos de sistemas estatais", a ditadura democrática do povo não é nem "a ditadura da classe capitalista" nem "a ditadura da classe trabalhadora". "a ditadura unida das várias classes revolucionárias liderada pela classe trabalhadora e baseada na aliança de trabalhadores e camponeses", ou seja, "a ditadura unida das várias classes revolucionárias". Destas, a classe trabalhadora era o núcleo mais forte, exercendo a liderança através de um partido que representava os seus interesses. A seguir vieram os camponeses, que eram os aliados mais fiáveis do proletariado. Depois havia a pequena burguesia, que era na melhor das hipóteses seguidora. Finalmente, havia a burguesia nacional, que provavelmente iria abandonar o povo e juntar-se ao campo hostil dos "antipopulares". Estas quatro classes exerceram a "ditadura democrática do povo".
A República Popular da China adoptou a "ditadura democrática popular" em vez da tradicional ditadura do proletariado a fim de se adaptar à transição do pós-guerra para a "construção socialista".
O significado da ditadura democrática popular é que o PCC e a República Popular da China representam sempre os interesses fundamentais do maior número de pessoas e podem utilizar métodos de autoridade para lidar com as forças hostis a fim de manter o regime democrático do povo. O regime democrático popular sob a liderança do PCC exerce a democracia dentro do povo, expande gradualmente a democracia socialista e desenvolve uma política democrática socialista; exerce a ditadura sobre as forças hostis e os criminosos dentro e fora do país.

## A ditadura democrática popular e o Estado de direito socialista
A partir de 2014  Dia Nacional da República Popular da China, a Rede de Ciências Sociais da China e o Jornal de Ciências Sociais da China (ou seja, o Sistema de Ciências Sociais), patrocinado pela Academia Chinesa de Ciências Sociais, publicaram continuamente artigos sobre a Ditadura Democrática Popular em locais de destaque
A 8 de Outubro de 2014, em "A ditadura democrática do povo e a reforma e a abertura complementam-se", Wang Guang salientou que "não há contradição entre a ditadura democrática do povo e a reforma e a abertura" e que "as duas se reforçam mutuamente".

## Democracia consultiva
O conceito de "[democracia consultiva]", primeiro proposto no relatório do 18º Congresso Nacional do PCC, foi descrito como superior aos sistemas democráticos ocidentais e "maximizando a democracia do povo", de acordo com Ming Yongchang, um especialista em teoria do PCC.

## Avaliação
A 5 de Setembro de 2014, o Secretário-Geral do Comité Central do Partido Comunista da China Xi Jinping afirmou numa conferência para celebrar o 60º aniversário da fundação do Congresso Nacional Popular: "A democracia popular é a vida do socialismo. Sem democracia não pode haver socialismo, nem modernização socialista, nem grande rejuvenescimento da nação chinesa".